# Virslīga 1927
In 1927 werd het eerste voetbalseizoen gespeeld van de Letse Virslīga. Het was voor het eerst dat er gespeeld werd onder de nieuwe competitienaam, hiervoor was er ook al een nationale competitie. Olimpija werd kampioen. 

## Eindstand
| Plaats | Club             | Wed. | W | G | V | Saldo | Ptn. |
| ------ | ---------------- | ---- | - | - | - | ----- | ---- |
| 1.     | Olimpija Liepāja | 6    | 5 | 0 | 1 | 12-5  | 10   |
| 2.     | RFK              | 6    | 3 | 0 | 3 | 15-6  | 6    |
| 3.     | LSB Riga         | 6    | 2 | 1 | 3 | 12-9  | 5    |
| 4.     | Amatieris        | 6    | 1 | 1 | 4 | 4-23  | 3    |

|  | Kampioen |

## Kampioen
| Virslīga 1927                |
| Letland                      |
| ---------------------------- |
| OLIMPIJA Kampioen (1° titel) |